# Флаг Нолинского района
Флаг муниципального образования Нолинский муниципальный район Кировской области Российской Федерации — опознавательно-правовой знак, служащий официальным символом муниципального образования.
Флаг утверждён 18 мая 2011 года и внесён в Государственный геральдический регистр Российской Федерации с присвоением регистрационного номера 6946.

## Описание
«Флаг Нолинского муниципального района представляет собой прямоугольное полотнище с отношением сторон (ширины к длине) 2:3, воспроизводящее герб Нолинского муниципального района в синем, жёлтом, белом и красном цветах».
Геральдическое описание герба гласит: «В лазоревом (синем, голубом) поле золотой, с червлёными клювом и глазами, лебедь с воздетыми крыльями, плывущий по серебряной волнистой оконечности».

## Символика
Флаг, разработанный на основе герба Нолинского района, языком символов и аллегорий передаёт природные, исторические и экономические особенности, района.
Герб Нолинского муниципального района основан на проекте герба уездного города Нолинска, составленном 2 ноября 1859 года. Эта преемственность демонстрирует богатые историко-геральдические корни официальных символов Нолинского муниципального района, а также указывает на связь с историческим гербом города Нолинска, административного центра Нолинского района (Высочайше утверждённым 28 мая 1781 года императрицей Екатериной II), образующими единый официальный символико-геральдический комплекс нолинской земли.
Жёлтый цвет (золото) олицетворяет солнце — источник жизни и богатства, как материального, так и духовного, и символизирует верность, милосердие, справедливость, человеколюбие, умеренность, славу, счастье, великодушие, щедрость и мудрость.
Белый цвет (серебро) обозначает правдивость, надежду, благородство, искренность, победоносность, единодушие и согласие.
Красный цвет олицетворяет силу, мужество и доблесть.
Синий цвет (лазурь) — это символ мира и мирного неба, любви к родине, упорства и стремления к победе.